# Claude Thomas Stanfield Moore
Pour les articles homonymes, voir Moore.
Claude Thomas Stanfield Moore (10 juin 1853 - 2 avril 1901) est un peintre paysagiste britannique né à Nottingham dans le Nottinghamshire. Il est connu pour ses peintures de paysages maritimes et du parlement.
Claude Moore fut le fils de Thomas Cooper Moore (1827-1901), qui était peintre avec une formation d'architecte. Son père fut l'un de ses professeurs. Il travailla au Derby Museum and Art Gallery, à la Rotherham Art Gallery et au musée du Château de Nottingham. Moore mourut à Nottingham, la même année que son père, en 1901.